# Phêrô Võ Tuấn Duy
Phêrô Võ Tuấn Duy (sinh ngày 27 tháng 6 năm 1963 - mất ngày 10 tháng 5 năm 2022, tiếng Trung:武俊維, tiếng Anh:Peter Wu Jun-wei) là một Giám mục người Trung Quốc của Giáo hội Công giáo Rôma. Ông hiện đảm nhận chức vị Giám mục Giám quản Hạt Phủ doãn Tông Tòa Tân Giáng.

## Tiểu sử
Giám mục Duy sinh ngày 27 tháng 6 năm 1963 tại Trung Quốc. Sau khoàng thời gian tu tập được đào tạo bài bản của Giáo hội Công giáo Rôma, Phó tế Duy tiến đến được lãnh nhận chức vụ linh mục vào ngày 9 tháng 12 năm 1990. Tòa Thánh chọn linh mục Phêrô Võ Tuấn Duy làm Giám mục, quản lý Hạt Phủ doãn Tông Tòa Tân Giáng. Nhận được tin này, ngày 21 tháng 9 năm 2010, lễ tấn phong cho Tân giám mục được cử hành. Tân giám mục chọn khẩu hiệu:Per caritatem servite.
Ông qua đời ngày 10 tháng 5 năm 2022 do đau tim.